# Luciano Garibaldi
Luciano Garibaldi (Roma, 28 settembre 1936 – Milano, 23 novembre 2024) è stato un giornalista e saggista italiano.

## Biografia
Nato a Roma, crebbe a Genova. Fu allievo, dalla prima alla terza media, dei Padri Scolopi dell'Istituto Calasanzio di Cornigliano (quartiere di Genova), poi studiò al Liceo classico «Andrea D'Oria». Ebbe come compagno di classe Domenico Fisichella. A 14 anni si iscrisse all'Azione Cattolica e poi alla Federazione universitaria cattolica italiana (FUCI). Avviò gli studi universitari ma sacrificò la laurea per la passione verso il giornalismo.

### Giornalista
Giornalista professionista dal 1957, dal 1958 al 1968 è stato collaboratore del settimanale Tempo e redattore al Corriere Mercantile di Genova, curando anche la corrispondenza per il Roma di Napoli. Nel 1964 pubblicò a puntate, su diversi quotidiani nazionali, una ricostruzione storica del fallito attentato a Hitler del 20 luglio 1944, realizzata intervistando i superstiti di quell'evento.
Nel 1968 seguì gli eventi della Primavera di Praga. Fu il primo giornalista italiano a entrare in Cecoslovacchia il giorno seguente all'invasione sovietica (20 agosto 1968). Dal 1969 è stato inviato speciale del settimanale Gente. Nel 1974 è stato assunto dal Giornale di Indro Montanelli. Divenuto caporedattore centrale di Gente nel 1976, nel 1984 ricoprì lo stesso ruolo nel quotidiano La Notte. Dal 1986 al 1994 collaborò alla terza pagina di Avvenire; tra il 1992 e il 1995 è stato editorialista de L'Indipendente e poi del Giornale.
In un articolo pubblicato dalla rivista Il Timone nell'aprile 2006, avanzò dei dubbi sulla regolarità del referendum istituzionale del 1946 sostenendo che Palmiro Togliatti avesse truccato i voti tramite il Ministero della Giustizia, all'epoca controllato da lui. Oltre a quella sopracitata, collaborò con le testate Studi Cattolici, Il Sussidiario, Riscossa Cristiana e Storia in rete. Di quest'ultima fu tra i fondatori e tenne per tutti i 198 numeri di vita della rivista una rubrica di corrispondenza coi lettori.

### Saggista
Luciano Garibaldi aveva all'attivo oltre 40 libri di storia, prevalentemente centrati sul periodo del fascismo (1922-1945), della Seconda guerra mondiale (1933-1945) e del terrorismo degli anni 1970 e 1980 (i cosiddetti Anni di piombo). Un secolo di guerre, scritto nel 2001 per la White Star, è stato tradotto in otto lingue, tra cui il cinese. La sua produzione nel campo della saggistica si è svolta in collaborazione con la casa editrice Ares.
Fascismo
Per i tipi dell'editrice milanese uscì La pista inglese (Ares, Milano 2002) sulla morte di Benito Mussolini. Garibaldi sviluppò l'ipotesi secondo la quale ad assassinare Mussolini e Claretta Petacci non furono i partigiani del CLNAI, ma un commando dello Special Operations Executive (SOE) britannico. Diede l'ordine il premier inglese Winston Churchill, che intese porre una pietra tombale sui propri rapporti col duce in funzione antisovietica. L'ipotesi della “pista inglese” nell'assassinio di Mussolini fu formulata per la prima volta nel 1994 sul settimanale Noi e sul quotidiano La Notte.
La pista inglese venne sostenuta anche nei diari postumi (pubblicati a fine 2014) di Vanni Teodorani, nipote acquisito del duce e suo stretto collaboratore. La pubblicazione è stata decisa dai figli di Teodorani a 50 anni dalla sua morte. Teodorani fece parte di una missione del «Counter Intelligence Corp» americano, diretta dal colonnello Snowden, che aveva lo scopo di portare Mussolini in Sardegna onde sottrarlo all'esecuzione capitale ad opera dei partigiani. Ma il piano fu vanificato dagli inglesi, che ingannarono i loro alleati d'oltreoceano.
Seconda guerra mondiale
Nel 2011 Garibaldi pubblicò O la Croce o la Svastica (Lindau) sull'azione di Papa Pio XII volta a contrastare i crimini nazisti; l'anno seguente è uscito Gli eroi di Montecassino (Mondadori, Oscar Storia) dedicato ai polacchi che liberarono l'Italia; nel 2014 pubblicò Adolf Hitler. Il tempo della svastica (White Star, Gruppo DeAgostini), scrisse assieme alla figlia Simonetta Garibaldi e pubblicò anche in Gran Bretagna e negli Stati Uniti.
Terrorismo e violenza politica in Italia
Per quanto riguarda le opere di Garibaldi sulla storia e del terrorismo italiano, i titoli principali sono due: Gli anni spezzati – Il commissario. Luigi Calabresi, Medaglia d’Oro e Gli anni spezzati – Il giudice. Nella prigione delle Brigate Rosse (scritto con il magistrato Mario Sossi, amico personale dell'autore). Da questi libri sono state tratte le fiction televisive Gli anni spezzati, sceneggiate e dirette dal regista Graziano Diana e andate in onda in prima serata su RaiUno nel gennaio 2014.

### Morte
Luciano Garibaldi morì per una polmonite il 23 novembre 2024 all'età di 88 anni.

## Opere
- Mussolini e il professore. Vita e diari di Carlo Alberto Biggini, Milano, Mursia, 1983.
- Curatela di Gemma Capra, Mio marito. Il commissario Calabresi. Il diario segreto della moglie, dopo 17 anni di silenzio, Milano, Paoline, 1990. ISBN 88-315-0233-6.
- L'altro italiano. Edgardo Sogno: sessant'anni di antifascismo e di anticomunismo, Milano, Ares, 1992.
- Le soldatesse di Mussolini, con il memoriale inedito di Piera Gatteschi Fondelli, generale delle ausiliarie della RSI, Milano, Mursia, 1995. ISBN 88-425-1876-X.
- La guerra (non è) perduta. Gli ufficiali italiani nell'8ª armata britannica (1943-1945), Milano, Ares, 1998. ISBN 88-8155-157-8.
- Quadro storico in Franco Accame, Elegia, Milano, Effedieffe, 1999. ISBN 88-85223-28-1.
- Un secolo di guerre, Vercelli, White Star, 2001. ISBN 88-8095-654-X.
- Vita col Duce. L'attendente di Mussolini, Pietro Carradori, racconta, a cura di, Milano, Effedieffe, 2001. ISBN 88-85223-19-2.
- La pista inglese. Chi uccise Mussolini e la Petacci?, Milano, Ares, 2002. ISBN 88-8155-238-8.
- Il secolo (in) breve. Persone e storie del Novecento, Brescia, Cavinato, 2005. ISBN 88-901570-6-2.
- I giusti del 25 aprile. Chi uccise i partigiani eroi?, con Riccardo Caniato, Luigi Confalonieri, Alessandro Rivali, Milano, Ares, 2005. ISBN 88-8155-326-0.
- Com'erano Rosse le mie Brigate; Gli anni di piombo visti da un giornalista "dalla parte sbagliata", Roma, Nuove Idee, 2005. ISBN 88-7557-080-9.
- Maurizio & Ferrante Gonzaga. Storia di due eroi, Milano, Ares, 2006. ISBN 88-8155-361-9.
- Operazione Walkiria. Hitler deve morire, Milano, Ares, 2008. ISBN 978-88-8155-433-1.
- O la croce o la svastica. La vera storia dei rapporti tra la Chiesa e il nazismo, Torino, Lindau, 2009. ISBN 978-88-7180-842-0.
- Così affondammo la Valiant. La più grande impresa navale italiana della seconda guerra mondiale, con Gaspare Di Sclafani, Torino, Lindau, 2010. ISBN 978-88-7180-893-2.
- Genova e i Mille. Giorno per giorno, ora per ora, la cronaca degli eventi che gli italiani di allora non ebbero modo di leggere sui loro giornali, con Simonetta Garibaldi, Genova, De Ferrari, 2010. ISBN 978-88-6405-144-4.
- Perché uccisero Mussolini e Claretta. Oro e sangue a Dongo, con Franco Servello, Soveria Mannelli, Rubbettino, 2010. ISBN 978-88-498-2595-4; 2012. ISBN 978-88-498-3100-9.
- Nel nome di Norma. Norma Cossetto, la tragedia dell'Istria e altre vicende a Trieste e sul confine orientale italiano, con Rossana Mondoni, Chieti, Solfanelli, 2011. ISBN 978-88-7497-706-2.
- Vorrei assomigliare a mio padre. Giovanni racconta Antonio Terzi. Conversazioni con Luciano Garibaldi, Milano, Ares, 2011. ISBN 978-88-8155-525-3.
- Gli anni spezzati. Il giudice nella prigione delle BR, con Mario Sossi, Milano-Roma, Ares-Albatross, 2013. ISBN 978-88-8155-591-8.
- Il Commissario. Gli anni spezzati. Luigi Calabresi Medaglia d'Oro, Milano-Roma, Ares-Albatross, 2013. ISBN 978-88-8155-592-5.
- Brigate rosse. Per non dimenticare, Roma, Nuove Idee, 2013. ISBN 978-88-7557-425-3.
- Gli eroi di Montecassino. Storia dei polacchi che liberarono l'Italia, Milano, Oscar Mondadori, 2013. ISBN 978-88-04-62823-1.
- La vera storia dell'Uomo qualunque, con Paolo Deotto, Chieti, Solfanelli, 2013. ISBN 978-88-7497-796-3.
- Adolf Hitler. Il tempo della svastica, con Simonetta Garibaldi, Novara, White Star, 2014. ISBN 978-88-540-2507-3.
- Foibe: un conto aperto. Il testamento di Licia Cossetto, con Rossana Mondoni, Chieti, Solfanelli, 2014. ISBN 978-88-7497-846-5.
- Eventi e protagonisti del ventennio fascista, con Simonetta Garibaldi, postfazione di Aldo Ligabò, Fidenza, Mattioli 1885, 2018